# Джон Абруцци
Джон Абруцци (англ. John Abruzzi) — персонаж американского телесериала «Побег», бывший босс мафиозной семьи, отбывающий пожизненное заключение в тюрьме «Фокс Ривер», загнанный в итоге в ловушку силами ФБР и убитый ими.

## Биография
Родился 17 сентября 1953 года.
До своего попадания в тюрьму Абруцци был боссом чикагской мафии. С молодости он являлся членом мафиозной семьи Фальцоне, постепенно продвигаясь наверх. Несмотря на все усилия, ФБР долгое время не могла доказать его вину, пока Отто Фибоначчи, менеждер принадлежащего Абруцци склада, не стал свидетелем двойного убийства. Фибоначчи получил гарантии защиты свидетелей и начал давать показания. Он имел доступ ко многим финансовым документам организации, и расследование вышло на качественно новый этап, в результате чего вина Абруцци была доказана и он был приговорён к пожизненному заключению по обвинениям в двух убийствах и похищении человека с целью убийства.
Прибыв в «Фокс Ривер», он наладил контакты с Брэдом Белликом, начальником тюремной охраны, и получил возможность контролировать организованную на территории тюрьмы систему тюремных работ в обмен на денежные средства, поступающие на счёт Беллика. В тюрьме является одним из самых авторитетных заключённых, обладающих большей автономией.

### Сезон 1
Попав в тюрьму, Майкл Скофилд узнаёт, что его брат Линкольн Барроуз выходит на прогулки в другое время, отдельно от всех заключённых, и увидеться с ним можно только в том случае, если участвуешь в тюремных работах, которые контролирует Абруцци. Первоначальные попытки Майкла поговорить с Джоном оканчиваются провалом — Абруцци требует у Майкла выдать Фибоначчи и показывает, что ради этого не остановится ни перед чем (в том числе отрезая Майклу два пальца на ноге, пытаясь выведать у него информацию). Однако затем поняв, что Майкл не расколется, Абруцци соглашается на сотрудничество, приказывая своим людям избить Ти-Бэга, который был уверен в том, что Майкл во время межрасовых столкновений в тюрьме убил его друга. Конфликт Абруцци и Ти-Бэга становится одной из главных сюжетных линий первого сезона.
После организованного Чарльзом Вестморлендом пожара в комнате отдыха охраны Ти-Бэг, шантажируя Абруцци, заставляет включить его в ремонтную бригаду. Однако в этот момент Абруцци оказывается в цейтноте — глава мафиозной семьи Фили Фальцоне не стал перечислять деньги из-за того, что Абруцци не мог помочь найти Фибоначчи. Контроль над тюремными работами переходит к «правой руке» Абруцци, Гусу Фиорелло, которого с другой бригадой направляют на ремонт комнаты отдыха охраны. План побега оказывается под угрозой, в результате Абруцци вынуждает Майкла выдать Фибоначчи при встрече с Фальцоне. Деньги поступают на счёт Беллика и ремонтная бригада Скофилда получает возможность вернуться на работу, однако оказалось, что Майкл подставил Фальцоне, дав ему неверный адрес, и того арестовывают.
Вскоре выясняется, что при побеге времени будет в обрез и один из семерых будет лишним. Ти-Бэг решил подстраховаться и поведал о грядущем побеге своему кузену, Джеймсу. Узнав об этом, Абруцци через своего человека решает на время нейтрализовать Джеймса и запереть его в багажнике, однако это заканчивается провалом — Джеймс и его пятилетний сын были убиты. Абруцци велит своим людям связать Ти-Бэга и, угрожая ножом, требует от него отказаться от побега. Перепуганный Ти-Бэг соглашается, но затем, воспользовавшись случаем, перерезает лезвием горло Джону. В критическом состоянии Абруцци доставляют на вертолёте в госпиталь при Чикагском университете.
Спустя некоторое время неожиданно для всех Абруцци возвращается в тюрьму. После возвращения Абруцци становится чрезвычайно религиозным человеком и даже пытается помириться с Ти-Бэгом, который пытается вновь убить Абруцци, но Си-Ноуту удаётся помешать расправе.
После побега из тюрьмы Абруцци в фургоне пытается убить Ти-Бэга, но тот пристёгивает Майкла наручниками к себе. Позднее Абруцци отрубает Ти-Бэгу руку топором. Беглецы добираются до аэродрома, но ждавший их самолёт уже взлетает.

### Сезон 2
Беглецы спасаются от преследующих их полицейских. Им удаётся оторваться и взять машину, на ней они добираются до места, где Майкл заранее спрятал новую одежду, и переодеваются под гражданских. Позднее Абруцци отделяется от остальных и наконец встречается со своей семьёй. Он бронирует место на корабле и планирует покинуть страну. Преследующий беглецов агент ФБР Александр Махоун подбрасывает фальшивую информацию о местонахождении Фибоначчи. Абруцци незамедлительно направляется туда, намереваясь расправиться с ним и оказывается в расставленной Махоуном ловушке. Вход в здание мотеля, в который прибыл Абруцци, был окружен агентами ФБР, бежать Джону оказалось некуда. Попытавшись оказать сопротивление и подняв пистолет на Махоуна, Джон Абруцци был расстрелян.

## Цитаты
- Старый грешник, запертый в этих стенах, мёртв, а новая душа заслуживает свободы.
- В последний момент перед смертью: «На колени — это только перед Богом. Среди вас его нет!»[4].

## Создание персонажа
По словам Петера Стормаре, сыгравшего роль Абруцци, за основу персонажа был взят Камилл де Леллис из Абруцци, реальный католический святой XVI века, проживавший в Италии, который будучи солдатом увлекался азартными играми и алкоголем, впоследствии переживший духовное обращение.